# Soccorso rosso militante
Il Soccorso rosso militante (o SRM), inizialmente nato come semplice Soccorso rosso (in riferimento a quello internazionale comunista), fu una struttura organizzativa italiana creatasi negli anni di piombo inizialmente per fornire aiuto agli operai nelle lotte di fabbrica e ai militanti colpiti dalla repressione, poi per fornire assistenza legale, economica e monitoraggio delle condizioni carcerarie dei militanti della sinistra extraparlamentare nelle carceri italiane. Contribuì, insieme al movimento di Lotta Continua, a sensibilizzare l'opinione pubblica riguardo alla situazione carceraria in Italia.

## Storia
Dall'autunno 1968 il collettivo teatrale La Comune, del quale facevano parte Dario Fo e Franca Rame, incominciò a raccogliere, in maniera irregolare e discontinua, fondi «per fabbriche occupate, per sostenere compagni incarcerati nel corso delle lotte antifasciste ed antimperialiste a livello nazionale ed internazionale», resuscitando l'idea del Soccorso rosso internazionale attivo tra i partigiani durante la guerra di liberazione. In quel modo si voleva garantire un supporto legale attraverso degli avvocati di sinistra agli attivisti. Oltre alla raccolta di fondi e al supporto legale le attività di Soccorso Rosso includevano l'invio di lettere, pacchi e soldi ai detenuti politici e alle rispettive famiglie; la visita in carcere dei detenuti; la denuncia delle ingiustizie e degli abusi sui carcerati alla stampa, ai parlamentari italiani e ai magistrati; la denuncia delle torture e dei maltrattamenti subiti durante gli interrogatori e la detenzione, e delle condizioni disumane nelle carceri.
Dopo la strage di piazza Fontana del 1969, giudicata una «strage di Stato», e la morte in questura dell'anarchico Giuseppe Pinelli, Soccorso Rosso diede inizio a una campagna per la liberazione di Pietro Valpreda, sospettato di essere colpevole per la strage. Franca Rame instaurò un rapporto epistolare con il carcerato e gli altri anarchici detenuti per molti mesi. Valpreda scrisse anche un «diario dalla galera». Gli scritti furono riprodotti su volantini e opuscoli e fecero luce per la prima volta sulle condizioni del carcere: ad esempio dei luoghi di detenzione piccoli e sporchi, il tempo contingentato e il sesso negato.
A metà del 1972 il Soccorso Rosso diventò formalmente Soccorso Rosso Militante (nome già utilizzato nei manifesti a partire dal '69) per rispondere in modo più efficace alle richieste sempre maggiori di sostegno economico e legale dei carcerati. L'aiuto si estese anche ai detenuti "comuni" che lottavano per migliorare le condizioni carcerarie (dette «avanguardie interne») e che mostravano interesse per le lotte esterne. Ogni carcerato veniva messo in contatto con i simpatizzanti (dei sottoscrittori) che risiedevano nelle vicinanze del carcere. In pochi mesi le persone coinvolte nell'aiuto ai carcerati furono circa 10.000 in tutta Italia. I comitati locali più attivi, come Roma e Bologna, organizzavano iniziative di sensibilizzazione dell'opinione pubblica sulle condizioni carcerarie attraverso mostre fotografiche sulle lotte dei detenuti, volantini, manifestazioni politiche e assemblee.
Nel 1974, in seguito all'omicidio del giovane militante del FUAN Carlo Falvella da parte dell'anarchico Giovanni Marini, Soccorso Rosso Militante organizzò una campagna innocentista e pubblicò un pamphlet intitolato Il caso Marini, nel quale si illustrava la difesa dell'anarchico Giovanni Marini. Parteciparono alla stesura del documento Pio Baldelli, Lanfranco Binni, Marco Boato, Sandro Canestrini, Dario Fo, Giambattista Lazagna, Roberto Matta, Franca Rame, Giulio Savelli, Giuliano Spazzali e Pietro Valpreda. Nello stesso anno Marini, nonostante l'intervento in sua difesa di Umberto Terracini, fu comunque condannato per omicidio preteintenzionale.
La loro azione si estese anche a fornire aiuti ai ricercati in fuga all'estero. Si sviluppò anche nella produzione di documenti sulla situazione carceraria e più in generale sulla lotta politica e le tematiche della sinistra italiana in quel periodo. Un intervento molto conosciuto fu quello in favore degli autori della strage conosciuta come il rogo di Primavalle, in cui Soccorso Rosso sostenne l'innocenza degli autori dell'incendio della casa di un militante dell'MSI (fatto che causò la morte di due dei suoi figli). La battaglia innocentista di Soccorso Rosso fu uno dei fattori che portò all'assoluzione in primo grado degli autori, poi condannati definitivamente in secondo grado, quando ormai erano scappati all'estero.
Nel 1976 SRM pubblica, presso Feltrinelli, un libro dossier sulle Brigate Rosse fornendo un'interpretazione di sinistra militante delle loro azioni. L'attività di Soccorso Rosso Militante fu oggetto di indagini da parte della magistratura italiana con l'accusa di associazione sovversiva e sostegno al terrorismo.
Si ridusse durante gli anni ottanta detti del "riflusso" e molti dei suoi componenti si spostarono verso posizioni politicamente meno radicali.

## Esponenti
Tra le persone che hanno pubblicamente dichiarato o di cui è stata accertata l'appartenenza all'associazione troviamo:
- Dario Fo, a cui venne rifiutato nel 1980 e 1983 il visto di ingresso negli Stati Uniti d'America[9] a causa della sua partecipazione a Soccorso Rosso[10];
- Franca Rame[1][2];
- Sergio Spazzali, avvocato di molti brigatisti;
- Giuliano Spazzali, avvocato e fratello di Sergio;
- Gaetano Pecorella[11][12][13]; l'interessato nega però di averne fatto parte, sostenendo di aver sostenuto il solo Movimento Studentesco[14].